# Christian Schröder (Moderator)

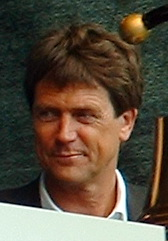
Christian Schröder (2003)

Christian Schröder (* 15. September 1953 in Eutin) ist ein deutscher Fernsehjournalist sowie Fernseh- und Hörfunkmoderator.

## Leben
Schröder wuchs in Preetz auf und studierte Englisch und Geografie für das Lehramt. Wegen mangelnder Aussicht auf eine Anstellung in Folge des Referendariates betätigte sich Schröder im Journalismus. Er durchlief ein Volontariat bei den Kieler Nachrichten, arbeitete für Zeitungen als Berichterstatter und wurde Sprecher beim privaten Rundfunksender R.SH. Von 1988 bis 1990 moderierte er auch die R.SH-Gold-Verleihung. Ende der 1980er Jahre war er Nachrichtenmoderator bei Sat.1, im Juli 1990 wurde er für das Frühstücksfernsehen des Senders RTL tätig, welches damals aus Luxemburg gesendet wurde. Von 1991 bis Mitte 2014 war er beim NDR im Radio beschäftigt und moderierte ab Oktober 1991 die Fernsehunterhaltungssendung Aktuelle Schaubude.
Von 1994 bis 2013 moderierte er das Schleswig-Holstein Magazin, das schleswig-holsteinische Landesprogramm im NDR-Fernsehen. Das letzte Mal ging er dort am 2. Dezember 2012 auf Sendung. Über seine Tätigkeit sagt er: „Fernsehen machen und gleichzeitig Radio (NDR 1 Welle Nord), das ist eine interessante und abwechslungsreiche Tätigkeit.“
Schröder moderierte auch zahlreiche Galas und Veranstaltungen in Schleswig-Holstein. Hierzu zählten unter anderem die Verleihung des Leonard Bernstein Award im Rahmen des Schleswig-Holstein Musikfestivals (2012), die Polizei Sport- und Musikshow in Kiel (bis 2011), sowie den „Kult am Kalkberg“ in Bad Segeberg.
Bei der NDR 1 Welle Nord moderierte er bis Ende Juli 2014 die Sendung Schleswig-Holstein von 10 bis 2 im Wechsel mit seiner Kollegin Maja Herzbach.
Christian Schröder lebt in Kiel. Seine von Föhr stammende Ehefrau Carina-Susann war ebenfalls bei R.SH tätig.